# Vùng kích thích tình dục

Vùng kích thích tình dục ở nữ giới và nam giới

Vùng kích thích tình dục là các vùng trên cơ thể người có độ nhạy cao, với kích thích có thể tạo ra phản ứng tình dục, chẳng hạn như thư giãn, tạo ra những tưởng tượng tình dục, hưng phấn tình dục và cực khoái. Các vùng kích thích tình dục nằm trên khắp cơ thể con người, nhưng độ nhạy cảm của từng loại khác nhau, và phụ thuộc vào nồng độ của các đầu dây thần kinh có thể mang lại cảm giác dễ chịu khi được kích thích. Việc chạm vào vùng kích thích tình dục của người khác được coi là một hành động của sự thân mật thể xác.
Việc một người tìm thấy sự kích thích ở những khu vực này là dễ chịu hay phản cảm tùy thuộc vào một loạt các yếu tố, bao gồm mức độ kích thích của họ, hoàn cảnh diễn ra, bối cảnh văn hóa, bản chất của mối quan hệ giữa những người liên quan và lịch sử cá nhân. Các khu vực có thể được phân loại theo loại phản ứng tình dục mà chúng tạo ra. Nhiều người được kích thích nhẹ nhàng khi mí mắt, lông mày, thái dương, vai, tay, cánh tay và tóc của họ được chạm tới một cách tinh tế. Chạm nhẹ hoặc vuốt ve những vùng này sẽ kích thích bạn tình trong màn dạo đầu và tăng mức độ kích thích. Ngoài ra, massage nhẹ nhàng hoặc vuốt ve vùng bụng cùng với hôn hoặc đơn giản là chạm vào rốn có thể là một loại kích thích.

## Phân loại
Các vùng kích thích tình dục là không cụ thể hoặc cụ thể. 

### Vùng không cụ thể
Ở những vùng này, da tương tự như da có lông bình thường và có mật độ của dây thần kinh và nang lông bình thường. Những khu vực này bao gồm hai bên và phía sau cổ, cánh tay trong, nách và hai bên ngực. Chọc nhẹ vào các vùng trên và phản ứng dự đoán là nguyên nhân tạo ra sự nhạy cảm tăng cao.

### Vùng cụ thể
Các khu vực cụ thể có liên quan đến phản ứng tình dục, và bao gồm môi và núm vú với khu vực của bộ phận sinh dục, đáng chú ý là bao quy đầu và mặt dưới của dương vật, âm vật và phần còn lại của âm hộ, và phần da quanh hậu môn. Các phẫu thuật thần kinh và sinh lý thần kinh của khu vực kích thích tình dục vẫn còn chưa được biết rõ. Những vùng này rõ ràng là da niêm mạc. Các đường gân của biểu mô được hình thành rõ ràng và nhiều dây thần kinh ở gần bề mặt bên ngoài của da hơn ở da có lông bình thường. Những vùng này dường như có mật độ bảo tồn cao, hiệu quả chữa lành vết thương tốt và khả năng kích thích não toàn diện. Hơn nữa, một kết nối với hệ thống kích thích phần thưởng trong não dường như cũng cần thiết.

## Bộ phận sinh dục

### Nam giới
Nam giới có thể bị kích thích bởi sự kích thích ở hai bên của dương vật và mặt dưới dương vật, mặt trên của quy đầu, bao quy đầu, mặt trước của bìu, da giữa bìu với hậu môn và quanh hậu môn. Tuyến tiền liệt có thể được kích thích từ bên trong trực tràng, chẳng hạn như tình dục qua đường hậu môn, hoặc bằng cách gây áp lực lên đáy chậu gần hậu môn. Những người đàn ông báo cáo cảm giác kích thích tuyến tiền liệt thường đưa ra những mô tả tương tự như khoái cảm của phụ nữ về kích thích điểm G.
Bao quy đầu, mang dải rìa rất bẩm sinh và mặt dưới với dây chằng thấp hơn, có các cơ quan cuối niêm mạc kéo dài từ rìa xa đến điểm bắt đầu có lông. Lớp hạ bì mỏng và mô dưới da tối thiểu dẫn đến các mạng lưới thần kinh được thiết lập chặt chẽ. Tiểu thể Vater-Pacini có mặt. Các cơ quan nội tiết niêm mạc được hình thành sau khi sinh, rất ít ở trẻ sơ sinh và nhiều mối dây thần kinh tập trung nhiều ở người lớn. Cold, C.J. và Taylor, J.R. vào năm 1999 cho rằng bao quy đầu là nơi kích thích tình dục chính. Alanis và Lucidi năm 2004 mô tả điều này là suy diễn và chưa được chứng minh.

### Nữ giới
Các bộ phận của âm hộ, đặc biệt là âm vật, là khu vực gây kích thích tình dục. Mặc dù âm đạo nói chung không đặc biệt nhạy cảm, nhưng phần dưới của nó (khu vực gần lối vào) có mật độ của các đầu dây thần kinh có thể mang lại cảm giác dễ chịu khi hoạt động tình dục khi bị kích thích; đây còn được gọi là thành trước của âm đạo hoặc một phần ba mặt ngoài của âm đạo, và nó chứa phần lớn các đầu dây thần kinh âm đạo, làm cho nó nhạy cảm hơn khi được chạm vào, hơn là phần hai phần ba bên trong của âm đạo.
Trong thành trước của âm đạo, có một mảng mô thô có gân, có kết cấu đôi khi được mô tả giống như vòm miệng, và có thể cảm thấy xốp khi phụ nữ bị kích thích tình dục. Đây là miếng bọt niệu đạo, cũng có thể là vị trí của điểm G - một cấu trúc được mô tả là một khu vực của âm đạo mà một số phụ nữ báo cáo là một khu vực kích thích tình dục, khi bị kích thích vào đó, có thể dẫn đến hưng phấn tình dục, cực khoái và xuất tinh ở nữ giới. Sự tồn tại của điểm G và có hay không cấu trúc riêng biệt được tranh luận giữa các nhà nghiên cứu, vì các báo cáo về vị trí của nó thay đổi từ phụ nữ này sang phụ nữ khác, dường như không có ở một số phụ nữ, và các nhà khoa học thường tin rằng đó là một phần mở rộng của âm vật.